# Perrelli (cognome)
Perrelli è un cognome di lingua italiana.

## Varianti
Perrella, Perrello, Perretta, Perretti, Perretto.

## Origine e diffusione
Cognome tipicamente meridionale, è presente prevalentemente nel napoletano, avellinese, barese e cosentino.
Potrebbe derivare da un'italianizzazione del nome francese Pierre o da una variante del nome italiano Pietro, risultando quindi una variante del cognome Pietri.
In Italia conta circa 336 presenze.
La variante Perrella è molisana e napoletana; Perrello è reggino; Perretti è teatino, romano, napoletano, foggiano, salernitano, potentino e cosentino; Perretta è casertano, napoletano, salernitano e potentino; Perretto è napoletano.

## Persone
- Gastone Mojaisky Perrelli – arcivescovo cattolico italiano
- Gianni Perrelli – giornalista e scrittore italiano
- Nicola Perrelli – cardinale italiano